# Грант, Дженнифер
Дже́ннифер Да́йан Грант (англ. Jennifer Diane Grant; 26 февраля 1966, Бербанк, Калифорния, США) — американская актриса

.

## Биография и карьера
Дженнифер Дайан Грант родилась 26 февраля 1966 года в Бербанке (штат Калифорния, США), став единственной дочерью актёров Кэри Гранта (1904—1986) и Дайан Кэннон (род. 1937), которые были женаты в 1965—1968 годы. После окончания Стэнфордского университета в 1987 году по специальности «американистика», она работала в юридической фирме, а затем шеф-поваром в ресторане «Spago» Вольфганга Пака в Беверли-Хиллз.
Грант дебютировала в кино в 1993 году, сыграв роль Сьюзи Найт в эпизоде телесериала «Луна над Майами». Всего Грант сыграла в 23 фильмах и телесериалах.
В 1993—1996 годы Грант была замужем за режиссёром Рэндоллом Зиском. У неё двое детей: сын Кэри Бенджамин Грант (род. 12.08.2008) и дочь Дэвиан Адель Грант (род. 23.11.2011).

## Избранная фильмография
| Год       |   | Русское название                     | Оригинальное название          | Роль                  |
| --------- | - | ------------------------------------ | ------------------------------ | --------------------- |
| 1993—1994 | с | Беверли-Хиллз, 90210                 | Beverly Hills, 90210           | Селест Ланди          |
| 1994      | с | Следы во времени                     | Time Trax                      | Линда                 |
| 1995      | с | Друзья                               | Friends                        | Нина Букбайндер       |
| 1996      | ф | Вечерняя звезда                      | The Evening Star               | Эллен                 |
| 1997      | с | Крутой Уокер: Правосудие по-техасски | Walker, Texas Ranger           | Эллен Джордан Гарретт |
| 1997      | с | Эллен                                | Ellen                          | Эрин                  |
| 2006      | с | C.S.I.: Место преступления           | CSI: Crime Scene Investigation | Сидона Уайли          |

### на английском языке
- Grant, Jennifer (2011). Good Stuff: a Reminiscence of My Father, Cary Grant. New York City: Alfred A. Knopf/Random House, Inc., 192 pages.  ISBN 978-0-307-26710-8